# Iglesia de Santa Ana (Miskolc)
La Iglesia de Santa Ana (en húngaro Szent Anna-templom) es una iglesia y parroquia católica  ubicada en Miskolc, Hungría, frente a la Plaza de Santa Ana. Coloquialmente se le conoce como iglesia roja debido al color de su techo.
La edificación inició el 21 de julio de 1816, y fue consagrada el 3 de agosto de 1823. La casa cural se culminó en 1826, y la iglesia funciona desde entonces como parroquia. La iglesia fue construida en una mezcla del barroco tardío con algunos elementos neoclásicos; el altar y el púlpito, por ejemplo, son neoclásicos. Además, en la torre de la iglesia se colocó el primer reloj público de la ciudad.
La actriz Róza Széppataki-Déry y la hermana del pintor Mihály Munkácsy, Cecília Lieb, se encuentran enterradas en el cementerio de la iglesia.
Por otro lado, la iglesia fue utilizada por la primera línea del tranvía de Miskolc entre 1897 (inicio del servicio de tranvía) y 1905.